# F1 2010 (jeu vidéo)
 (juillet 2017).
Si vous disposez d'ouvrages ou d'articles de référence ou si vous connaissez des sites web de qualité traitant du thème abordé ici, merci de compléter l'article en donnant les références utiles à sa vérifiabilité et en les liant à la section « Notes et références ».
F1 2010 est un jeu vidéo de course basé sur la saison 2010 du championnat du monde de Formule 1. Annoncé le 9 mai 2008 par Codemasters, le jeu sort le  23 septembre 2010 sur PlayStation 3, Xbox 360 et PC (environ 50 €) . Le moteur du jeu est l'Ego Engine, déjà été utilisé par Codemasters pour ses Colin McRae: Dirt et Race Driver: GRID. Ce nouvel opus est le second jeu de F1 sous licence commercialisé depuis 2006, le dernier étant F1 2009 développé aussi par Codemasters sur Nintendo Wii et sur PSP (PlayStation)   .
Le jeu propose les 19 circuits du calendrier 2010 dont la course nocturne sur le circuit urbain de Singapour et le nouveau Circuit international de Corée du Comté de Yeongam inauguré en 2010 ainsi que le retour du Grand Prix du Canada sur le Circuit Gilles Villeneuve de Montréal.
En accord avec la réglementation 2010, le jeu ne propose plus le SREC, mais toujours les pneus slicks, l'aérodynamique réduite et bien sûr les pénalités. De plus, les ravitaillements en essence durant la course sont supprimés.
Une des caractéristiques de ce jeu est de proposer une météo variable pendant les courses, ainsi qu'un menu "3D" prenant l'aspect du paddock, introduit par Codemasters dans Colin McRae: Dirt 2.
Du succès de ce jeu et de son successeur F1 2011 dépendra le développement d'une suite F1 2012, a annoncé Codemasters[réf. nécessaire]. Il succède à F1 2009.

## Le mode carrière
Au début de votre carrière vous pouvez choisir votre nationalité, le nombre d'années en formule 1 (3 ans, 5 ans ou 7 ans) et choisir votre première écurie. Ensuite en fonction de vos résultats en course on vous proposera d'autres contrats.
Si vous choisissez le mode 7 saisons, vous avez le choix de commencer soit avec Lotus Racing, HRT ou Virgin Racing.
Si vous choisissez le mode 5 saisons, vous avez le choix entre les équipes citées précédemment plus BMW Sauber et Scuderia Toro Rosso.
Si vous choisissez le mode 3 saisons, vous avez le choix entre les équipes citées précédemment plus Williams F1 Team et Force India.
L'évolution dans le mode Carrière se fait de manière classique : en fonction de ses résultats, le pilote se voit proposer des contrats par différentes écuries du plateau. Ces contrats comprennent une somme d'argent, qui n'a pas d'utilité dans le jeu, ainsi qu'un statut dans l'équipe. Ainsi, le pilote no 1 d'une équipe a le choix d'orienter les développements de la voiture et de recevoir en premier les nouvelles pièces. La concurrence entre les coéquipiers est également mise en valeur par un "défi des coéquipiers" qui influe sur le comportement de l'équipe vis-à-vis du joueur.
De plus, le pilote est régulièrement confronté aux questions des journalistes (notamment Christophe Malbranque dans la version française) à travers des interviews en fin de course, voire en conférence de presse si le joueur termine sur le podium. Ces interviews déterminent les relations entre le joueur et son équipe, ainsi que les relations entre les autres équipes intéressées par le pilote et ce dernier : des réponses négatives vis-à-vis de son écurie pourront ainsi dégrader l'image que son équipe a du pilote, et au contraire améliorer les relations de celui-ci avec d'autres équipes souhaitant lui proposer un contrat. Néanmoins, malgré cet aspect recrutement, seul le joueur peut changer d'équipe, et pas les pilotes réels, gérés par le jeu, pour des raisons de licence.
Il est à noter qu'un système de niveaux est implémenté, la possibilité pour le joueur de se voir offrir un contrat par une équipe étant soumise à l'obtention d'un certain niveau, de plus en plus élevé selon la compétitivité de l'écurie.

## Pilotes et écuries
| Écurie                     | Pilote             | Numéro |
| -------------------------- | ------------------ | ------ |
| Vodafone McLaren Mercedes  | Jenson Button      | 1      |
| Vodafone McLaren Mercedes  | Lewis Hamilton     | 2      |
| Petronas Mercedes GP       | Michael Schumacher | 3      |
| Petronas Mercedes GP       | Nico Rosberg       | 4      |
| Red Bull Racing            | Sebastian Vettel   | 5      |
| Red Bull Racing            | Mark Webber        | 6      |
| Santander Scuderia Ferrari | Felipe Massa       | 7      |
| Santander Scuderia Ferrari | Fernando Alonso    | 8      |
| Williams F1 Team           | Rubens Barrichello | 9      |
| Williams F1 Team           | Nico Hülkenberg    | 10     |
| Renault F1 Team            | Robert Kubica      | 11     |
| Renault F1 Team            | Vitaly Petrov      | 12     |
| Force India                | Adrian Sutil       | 14     |
| Force India                | Vitantonio Liuzzi  | 15     |
| Scuderia Toro Rosso        | Sebastien Buemi    | 16     |
| Scuderia Toro Rosso        | Jaime Alguersuari  | 17     |
| Lotus Racing               | Jarno Trulli       | 18     |
| Lotus Racing               | Heikki Kovalainen  | 19     |
| HRT                        | Karun Chandhok     | 20     |
| HRT                        | Bruno Senna        | 21     |
| BMW Sauber*                | Pedro de la Rosa   | 22     |
| BMW Sauber*                | Kamui Kobayashi    | 23     |
| Virgin Racing              | Timo Glock         | 24     |
| Virgin Racing              | Lucas di Grassi    | 25     |

- BMW Sauber courrait sous licence Suisse durant la saison 2010.

## Circuits et Grand Prix
| Circuit                           | Grand Prix                    |
| --------------------------------- | ----------------------------- |
| Circuit international de Sakhir   | Grand Prix de Bahreïn         |
| Albert Park                       | Grand Prix d'Australie        |
| Circuit international de Sepang   | Grand Prix de Malaisie        |
| Circuit international de Shanghai | Grand Prix de Chine           |
| Catalunya                         | Grand Prix d'Espagne          |
| Circuit de Monaco                 | Grand Prix de Monaco          |
| Circuit d'Istanbul Park           | Grand Prix de Turquie         |
| Circuit Gilles-Villeneuve         | Grand Prix du Canada          |
| Valencia Street Circuit           | Grand Prix d'Europe           |
| Circuit de Silverstone            | Grand Prix de Grande-Bretagne |
| Circuit d'Hockenheim              | Grand Prix d'Allemagne        |
| Hungaroring                       | Grand Prix de Hongrie         |
| Spa-Francorchamps                 | Grand Prix de Belgique        |
| Autodromo Nazionale di Monza      | Grand Prix d'Italie           |
| Marina Bay                        | Grand Prix de Singapour       |
| Suzuka                            | Grand Prix du Japon           |
| Circuit de Yeongam                | Grand Prix de Corée du Sud    |
| Autodromo José Carlos Pace        | Grand Prix du Brésil          |
| Yas Marina                        | Grand Prix d'Abou Dabi        |